# 长崎氏
长崎氏（日语：長崎氏（Nagasaki-shi））是镰仓时代的北条氏得宗家的御内人，也是镰仓幕府的御家人。本条目将一并介绍自称为桓武平氏、且被认为是同族得宗被官的平氏。

## 概要
长崎氏自称是平清盛之孙资盛的后裔，其始祖是成为北条得宗家家令的平盛纲。进入镰仓时代后，与本姓分离的苗字普遍化，据说长崎氏是在获得伊豆国田方郡长崎乡（今静冈县伊豆之国市）的领地后，开始以“长崎”为苗字，此即为长崎氏的开端。作为北条得宗家的首席御内人，长崎氏成为了世袭内管领的家族，并担任幕府统管军事、警察及刑事诉讼（检断沙汰）的侍所所司要职。盛纲的孙子平赖纲及其曾孙长崎圆喜等人，在镰仓时代后期权势滔天，甚至超过了将军家与北条得宗家。
关于盛纲，其史料上的首次出现是在1221年的承久之乱中。在北条泰时出征时，盛纲是跟随他的18名骑兵之一，与据称是其兄弟的平实忠（关实忠）一同出现在《吾妻镜》中，并带有平氏的通字“盛”。他以兵卫尉的官职名登场，可见当时他已身居高位。在1377年至1395年间编纂的《尊卑分脉》中，将盛纲记为平资盛之子，并有“长崎流”的记载。约于1635年至1636年成书的《势州军记》在记载伊势国诸家族时，称平实忠与平盛纲兄弟是平清盛的后裔。约于1856年至1860年成书的《系图纂要》记载，寿永三年（1184年），源赖朝因感念小松氏的旧恩，将平盛国托付给北条氏，并将盛纲视为资盛的曾孙（资盛—盛国—国房—盛纲），将其与平姓关氏联系为同族。然而，关于长崎氏是否为资盛后裔这一点，学界意见不一，存在支持说（如森幸夫等）与否定说（如细川重男等）。不过，鉴于饭沼资宗和长崎高资的名字都效仿资盛使用了“资”字，且在《太平记》卷十“长崎高重最期合战之事”中，高资之子长崎高重在战场上自报家门称：“桓武第五皇子葛原亲王三代之孙、平将军贞盛十三代后裔、前相模守高时之管领、长崎入道圆喜之嫡孙，次郎高重”，可以确定长崎氏自身是怀有平氏后裔这一认知的。
平盛纲、盛时、赖纲、宗纲等人，因与后来作为内管领专权的长崎圆喜、高资父子是同族，为方便起见被归入长崎氏，但用长崎姓来称呼他们并非正式用法（关于这点，详见后述）。

## 历史
平盛纲曾侍奉北条泰时、经时、时赖三代得宗。在承久之乱中，他是泰时出征时随行的18名骑兵之一。在伊贺氏事件、宫骚动中也表现活跃。1234年（文历元年）8月5日，他接替尾藤景纲成为泰时的家令，登上御内人之首。他也负责接收京都大番役的勤务报告，据推测约在1234年就任了统管军事与警察的侍所所司。
盛纲之孙平赖纲成为北条时宗的寄合众及家令（内管领），并以幕府军事、警察统管机构侍所所司的身份应对元寇。时宗年仅34岁便英年早逝后，他辅佐年仅14岁便成为执权的贞时。
1285年（弘安八年），赖纲在霜月骚动中消灭了幕府的有力御家人安达泰盛，从而掌握了幕府实权。但到了1293年（永仁元年），他遭到贞时的讨伐，最终自尽（平禅门之乱）。
此后，赖纲的堂兄弟（一说为弟或叔父）长崎光纲之子长崎圆喜及其子长崎高资父子相继担任内管领及侍所所司，掌握了幕政实权。但根据《太平记》记载，1333年（元弘三年/正庆二年）5月，新田义贞攻陷镰仓，幕府覆灭，长崎一族与北条氏一门一同在镰仓东胜寺自尽，就此灭亡。值得一提的是，《太平记》详细记载了高资之子高重以及同族的长崎思元、为基父子的奋战事迹，却未提及高资本人的动向。
进入室町时代，赖纲之弟重纲的后代得以幸存。据传，奥州名取郡的领主，江户时代成为仙台藩士的秋保氏也是其族人。此外，还有一支族人侍奉于后北条氏。长崎重光在今世田谷区濑田地区修筑了濑田城（又名长崎馆），并创建行善寺作为其菩提寺。后北条氏灭亡后，该支族人便在当地定居，担任名主。其兄弟则移居至川崎市高津区北见方，也担任名主。
另外，“长崎”这一名称也被认为是今日长崎县及长崎市名称的由来。
东京都丰岛区长崎及山形县鹤冈市长崎的地名，据说也源于镰仓时代执权北条氏的家臣长崎氏曾在此地拥有领地。
关于出身众说纷纭的楠木正成，因其与骏河国入江庄长崎乡楠村（长崎氏所管辖的领地）有关，有观点认为楠木氏是与长崎氏关系密切的族人。
南北朝时期，北条时行发动中先代之乱，意图复兴镰仓幕府，曾三度夺回镰仓。在此期间，有记录显示，与时行一同被处决的武将中，有出身于历代得宗被官的长崎氏与工藤氏的长崎骏河四郎和工藤次郎。长崎骏河四郎推测为长崎氏族人，但其详细谱系不明。

## 关于得宗被官平氏一族的苗字
镰仓时代是苗字取代姓而普遍化的时代。这是因为在镰仓幕府创立之初，初代将军源赖朝为了明确区分作为统治者的自己及近亲与作为被统治者的御家人，并强化他们作为将军家臣而非朝臣的意识，要求其直属家臣御家人使用苗字而非姓（姓基本上由朝廷授予，而苗字多源于将军赐予的领地名称）。因此，例如北条时宗只在接受官位等正式场合才会使用其正式名称“平时宗”。然而，这一要求并未施加于北条氏的家臣这类非御家人。整个镰仓时代，非御家人也逐渐开始使用苗字（如长崎氏、楠木氏），但这是一个渐进的过程。如果没有获得苗字的由来要素（如获赐领地、迁居某地、宗族首领开始使用苗字等），可以想见他们并不会使用苗字（从而继续使用姓）。
盛纲自称长崎氏的说法仅见于近世的史料，同时代的史料中并无此类记载。其孙赖纲亦是如此。长崎氏领有长崎乡，也被认为是盛纲、赖纲之后时代的事情。因此，没有直接证据能将盛纲、赖纲与“长崎”这个苗字联系起来。同时，也没有记录表明他们曾使用过不同于长崎的其他苗字。既然盛纲和赖纲在世时未曾自称长崎氏，那么“长崎盛纲”、“长崎赖纲”这种称呼，便是基于其后代自称长崎氏而进行追溯的叫法。这虽不完全错误，但仍存有问题。因此，现在多用其本姓“平”，将他们记为“平盛纲”、“平赖纲”。当然，这并不意味着他们在世时就被如此称呼。

## 人物
平氏
- 平盛纲
- 平盛时
- 平赖纲 - 《系图纂要》记为盛纲之子，但盛时之子（盛纲之孙）说更有力[13][9]。
- 平宗纲 - 赖纲之子。
- 饭沼资宗 - 宗纲的亲弟弟。其名也传作助宗（追加法632条）、赖盛（《系图纂要》）、资纲（《家传史料》“关家筋目”）[14]。
- 平盛贞 - 因其通称与盛时、赖纲同为“平三郎左卫门尉”，被视为该家系的嫡流人物[g]。宗纲之子。

长崎氏
- 长崎时纲 - 被认为是盛时的兄长。
- 长崎光盛 - 被认为是盛时的弟弟（《系图纂要》记为赖纲之弟）。
- 长崎光纲 - 被认为是赖纲的亲弟弟或堂弟（《系图纂要》记为光盛之子）。
- 长崎高泰 - 《系图纂要》记为光纲之弟。勘ケ由左卫门尉。
- 长崎泰光 - 高泰之子（《系图纂要》）。孙四郎左卫门尉。
- 长崎思元 - 《系图纂要》记为光纲之弟。北条邦时的乳父。三郎左卫门尉。其俗名不详，有观点认为他与《系图纂要》所载的长崎高光（又名高元，法名：昌元）是同一人[16]。
- 长崎为基 - 《太平记》记为思元之子，《系图纂要》则记为高光（昌元）之子（因此或可推断思元即高光？）。勘ケ由左卫门尉。
- 长崎师家 - 《系图纂要》记为高光之弟。九郎左卫门尉。
- 长崎圆喜 - 关于其出家前的俗名，根据当时文书，应为“盛宗”[19]。《系图纂要》等系谱则记为“高纲”。
- 长崎高赖 - 圆喜之弟。曾受高时之命暗杀其侄高资，但以失败告终，后被流放（《保历间记》）。
- 长崎高资 - 圆喜的嫡子。
- 长崎高贞 - 圆喜之子，高资之弟。其名也作“高真”。四郎左卫门尉。元弘之乱时，作为阿苏治时的军奉行参加了千早城攻击。镰仓陷落后投降，但未获赦免，最终被处决。
- 长崎高重 - 高资的嫡子[1]（《系图纂要》记为高贞之子）。
- 长崎泰纲 - 龟谷局（毛利时亲室、毛利贞亲母）之父[21]。其在系谱上的位置不明，但因其名中带“纲”字，被视为族人之一。

※关于其家谱（系图），现存有《系图纂要》所载的版本，但该系图的可信度较低。学界正通过与其他史料、古文书的对照，持续进行复原工作。

## 脚注

### 注釈
1. ↑  《吾妻镜》记载的18骑是：北条时氏（泰时长子）、北条有时（义时四子）、北条实义（义时六子）、尾藤景纲（左近将监）、关实忠（判官代）、平盛纲（兵卫尉）、南条时员、安东藤内（左卫门尉）、伊具盛重、武村次郎（兵卫尉）、佐久间家盛、葛山小次郎、敕使河原则直、横沟资重、安藤左近将监、盐河中务丞、内岛忠俊以及泰时本人。
2. ↑  《势州军记》序章中有关伊势诸家的记载提到，关氏一族是六波罗太政大臣平清盛的后裔，家纹为上羽蝶。书中称，因“殿下乘合事件”，平资盛从13岁起被流放到伊势铃鹿郡久我庄六年。伊势、伊贺是平家历代领地，当地居民、平家一族及众武士都对他十分拥戴。平盛国就是在此期间出生的资盛之子，他也是平实忠和盛纲兄弟的父亲。源赖朝讨伐平氏时，盛国被俘，但赖朝感念平重盛的恩情而赦免了他，并将其托付给北条时政，从此侍奉北条氏。盛国的长子平实忠（关实忠）在建仁四年的平家叛乱（即1204年的三日平氏之乱）后，被授予伊势铃鹿郡关谷的地头职，成为关氏的始祖，并作为北条家的与力居住在镰仓。其弟三郎左卫门尉盛纲则成为北条家的执事，权倾一时，是北条家内管领长崎氏的始祖。（平松令三“势州军记”《国史大辞典》吉川弘文馆，1997年）
3. ↑  
据传，源赖朝因年幼时得益于池禅尼与平重盛的求情而获救，对此一直心存感激。这一点可从平赖盛受到赖朝的厚待，以及平忠房因小松氏（平重盛）的旧恩而被赦免等事迹中得到证实。《系图纂要》也记载，赖朝因感念小松氏旧恩而将平盛国托付给北条氏。（《系图纂要》平盛国条：关谷太夫，生于伊势国铃鹿郡久我庄，寿永三年平氏没落之时，赖朝卿为报小松氏旧恩，殊命，将盛国托付于北条氏。后薙发，号梦全。）
4. ↑  此系图将关实忠与平盛纲视为兄弟。此外，大田南亩编撰的《家传史料》（收录于《史籍杂纂》三）中的“关家筋目”也呈现出类似的倾向。
5. ↑  细川重男认为“……平将军贞盛十三代后裔”指的是高时为止的谱系，而高重自身家系只提到了祖父，并未宣称自己是资盛的后裔[9]。然而，《尊卑分脉》记载高时是贞盛的第16代后裔，而贞盛的第13代后裔显然指的是圆喜。这与细川的说法完全相反，表明高重确实自认为是平资盛的后裔[10]。
6. ↑  濑田城又名“长崎馆”，其名源于后北条氏家臣长崎重光于天文年间（1532年-1555年）所建。长崎重光将位于小田原的道荣寺迁至此地，改名行善寺，他自己也出家，法号行善入道，于1552年去世。如今，濑田城已无遗迹存留，仅余一块刻有“长崎馆迹”的石碑。
7. ↑  据正安三年（1301年）3月3日的“关东下知状”（收录于《鹿岛神宫文书》），“新平三郎左卫门尉盛贞”位于常陆国佐都东郡大洼乡的领地，因平禅门之乱而被没收[15]。(细川 2000，第178頁)对此事有所提及。

### 出典
1. 1 2 3 4  奥富 1989，第573頁.
2. ↑  梶川贵子“得宗被官平氏の系谱―盛綱から頼綱まで―”《东洋哲学研究所纪要》第34号，2018年。
3. ↑  自盛纲担任侍所所司以来，其子平盛时、孙平赖纲、曾孙平宗纲，以及被视为赖纲近亲的长崎光纲、光纲之子长崎圆喜、光纲之孙长崎高资等人相继担任侍所所司。（永井晋《镰仓幕府の内管领》吉川弘文馆，2006年，112-115页。细川重男《镰仓政权得宗专制论》吉川弘文馆，2000年，45-50页。）
4. ↑  梶川贵子 2018，第110頁.
5. ↑  
《新订增补国史大系・尊卑分脉》吉川弘文馆　黑板胜美、国史大系编修会（编）
6. ↑  森幸夫《镰仓幕府の転换点》吉川弘文馆，1999年
7. ↑  细川重男《镰仓政权得宗专制论》吉川弘文馆，1999年 第1部“镰仓政权における家格秩序の形成”
8. ↑  细川重男 2002，第[來源請求]頁.
9. 1 2  细川 2000，§. 得宗家执事长崎氏.
10. ↑  森 2008，第[來源請求]頁.
11. ↑  梶川贵子 2018，第111頁.
12. ↑  《鹤冈社务记录》
13. ↑  森 1998，第[來源請求]頁.
14. ↑  细川 2000，第424頁.
15. ↑  细川 2000，第178頁.
16. ↑  奥富 1989，第573頁; 北条氏研究会 2001，第117頁，§. 长崎思元（森幸夫著）
17. ↑  细川 2011，第73頁.
18. ↑  细川重男 2012，第[來源請求]頁.
19. ↑  《小笠原礼书》“鸟ノ饼ノ日記”德治二年（1307年）7月12日条有“长崎左卫门尉盛宗”的记载[17][18]。
20. ↑  东京帝国大学文学部史料编纂所编 1920，第3, 18頁.
21. ↑  《大日本古文书》第8卷《毛利家文书之一》4号“毛利贞亲自笔让状”、15号“毛利元春自笔事书案”[20]。
22. ↑  森 1998.